# Paspalum psammophilum
Paspalum psammophilum là một loài thực vật có hoa trong họ Hòa thảo. Loài này được Nash ex Hitchc. mô tả khoa học đầu tiên năm 1906.